# Міокардіофіброз
Міокардіофібро́з (лат. Myocardiofibrosis) — заміщення м'язової тканини серця фіброзною. Зазвичай виникає після перенесеного міокардиту.
Міокардит — запалення сердцевого м'язу — є частим ускладненням багатьох інфекційних хвороб. При важкому і середньотяжкому перебігу цієї хвороби в серці виникає загибель м'язової тканини, яка заміщується фіброзною тканиною. Фіброзна тканина не скорочується і не здатна проводити електричні імпульси.
Основні ознаки даного патологічного стану: порушення ритму серця (аритмії), виникнення блокад серця, значне зниження скорочувальної здатності і розширення порожнин серця.
Нерідко міокардит проходить не помітно, як застуда.